# Verbină comună
Verbina comună (Verbena officinalis), numită și sporiș, spornic sau doar verbină, este o plantă perenă originară din Europa. Crește până la 70 cm înălțime, cu un habitus vertical. Frunzele sunt lobate și dințate, iar vârfurile delicate au niște raceme de culoare mov-deschisă.
Această plantă preferă solurile calcaroase; este cultivată ocazional ca plantă ornamentală, dar mai ales pentru proprietățile puternice pe care unii le atribuie ca iarbă medicinală. Reproducerea se face prin tăierea de rădăcini sau cu semințele. Este naturalizată pe scară largă și în afara zonei sale natale, de exemplu în America de Nord.

## Variante
Una dintre puținele specii de verbină (Verbena) originară din regiuni din afara Americii, este derivată din descendența care se găsește în zilele noastre pe scară largă în America de Nord. Ar putea fi cel mai apropiat de un grup care cuprinde specii precum verbina albă (V. urticifolia), V. lasiostachys sau V. menthifolia și poate verbina mlaștinii (V. hastata). Ca acestea, este diploid cu 14 cromozomi în total.
Au fost descrise numeroase soiuri locale, unele dintre ele ca specii sau subspecii distincte. Următoarele sunt adesea acceptate astăzi:
- Verbena officinalis var. africana (R. Fern. & Verdc.) Munir (=V. officinalis ssp. africana R.Fern. & Verdc.)
- Verbena officinalis var. eremicola Munir
- Verbena officinalis var. gaudichaudii Briq.
- Verbena officinalis var. macrostachya (F. Muell.) Benth. (=V. macrostachya)
- Verbena officinalis var. monticola Munir
- Verbena officinalis var. officinalis L. (=V. domingensis)

Verbina texană (V. halei) este uneori inclusă în V. officinalis ca subspecie sau soi. Dar, în ciuda similitudinii exterioare, numai biogeografia sugerează cu tărie că nu există nicio justificare pentru a include aici acest nativ nord-american, iar datele secvenței ADN spun același lucru. În schimb, V. halei pare a fi strâns legată de V. macdougalii, poate cu unele încrucișări cu descendența V. menthifolia, care ar putea explica trăsăturile sale asemănătoare cu aceste două plante.